# Saint-Laurent-d’Arce
Saint-Laurent-d’Arce egy francia település Gironde megyében az Aquitania régióban. Lakosainak száma 1553 fő (2022. január 1.).

## Adminisztráció
Polgármesterek:
- 2001-2014 Jacques Bastide

## Demográfia
| Lakosok száma | 782  | 1020 | 1140 | 1260 | 1387 | 1427 | 1449 | 1484 | 1500 | 1553 |
|               | 1968 | 1982 | 1990 | 2006 | 2013 | 2015 | 2017 | 2019 | 2020 | 2022 |

## Látnivalók
- Saint Laurent-templom
- Sainte Quitterie de Magrigne kápolna

## Testvérvárosok
- Németország Klingenberg am Main 1980-óta
- Spanyolország San Lorenzo de Horton 1992-óta